# Kent Hance

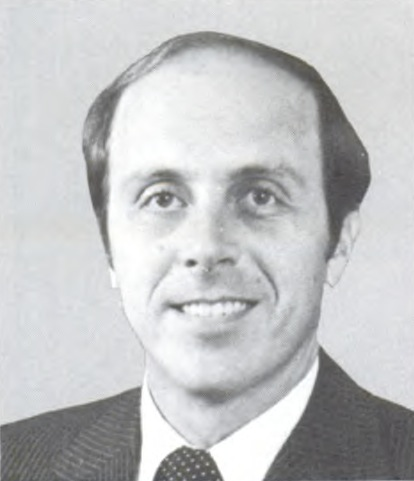
Kent Hance (1979)

Kent Ronald Hance (* 14. November 1942 in Dimmitt, Castro County, Texas) ist ein US-amerikanischer Politiker. Zwischen 1979 und 1985 vertrat er den Bundesstaat Texas im US-Repräsentantenhaus.

## Werdegang
Kent Hance besuchte die öffentlichen Schulen seiner Heimat und studierte danach bis 1965 an der Texas Tech University. Nach einem anschließenden Jurastudium an der University of Texas und seiner 1968 erfolgten Zulassung als Rechtsanwalt begann er in diesem Beruf zu arbeiten. Gleichzeitig schlug er als Mitglied der Demokratischen Partei eine politische Laufbahn ein. Zwischen 1974 und 1978 gehörte er dem Senat von Texas an. Bei den Kongresswahlen des Jahres 1978 wurde er im 19. Wahlbezirk seines Staates in das US-Repräsentantenhaus in Washington, D.C. gewählt, wo er sich gegen den späteren US-Präsidenten George W. Bush durchsetzte. Am 3. Januar 1979 trat Hance dann die Nachfolge von George H. Mahon an. Nach zwei Wiederwahlen konnte er bis zum 3. Januar 1985 drei Legislaturperioden im Kongress absolvieren. Er galt dort als sehr konservativ.
Im Jahr 1984 verzichtete er auf eine weitere Kandidatur. Stattdessen strebte er erfolglos die Nominierung seiner Partei für die Wahlen zum US-Senat an. 1985 wechselte Kent Hance seine Parteizugehörigkeit und wurde Mitglied der Republikaner. In den Jahren 1986 und 1990 strebte er erfolglos die Nominierung seiner neuen Partei für die Gouverneurswahlen an. Zwischen 1987 und 1990 amtierte er als Eisenbahnbeauftragter des Staates Texas. Von 2006 bis 2014 war er Kanzler (Chancellor) des Texas Tech University System.